# Mikoyan-Gurevich DIS
Mikoyan-Gurevich DIS (Tiếng Nga: Дальний истребитель сопровождения - máy bay tiêm kích hộ tống tầm xa) là một mẫu máy bay chiến đấu của Liên Xô trong chiến tranh thế giới thứ II. Nó được thiết kế với ý định dùng để trinh sát tầm xa và ném bom, nhưng bản vẽ chưa bao giờ được hoàn thành. MiG DIS trông khá to, 2 động cơ, 2 đuôi phụ. Có 2 mẫu được sản xuất để nghiên cứu.
Mẫu đầu tiên, được phát triển với mật danh T, với động cơ Mikulin AM-37. Nó bay lần đầu tiên vào cuối năm 1941 và đã trình diễn khá tốt trong các chuyến bay thử nghiệm. Mẫu thứ 2 với mật danh IT, với động cơ Shvetsov ASh-82 và được hoàn thành trong tháng 10-1941, nhưng nó đã không vượt qua được cuộc thử nghiệm và đề án sản xuất đã bị ngừng lại vào năm 1942. Nhưng sau đó đã có một loại máy bay tương tự như MiG DIS được thiết kế với tên gọi là Petlyakov Pe-2, bản thiết kế của Petlyakov Pe-2 đã được nghiệm thu và sẵn sàng cho việc sản xuất.
Bản thiết kế MiG-5 đã giúp ích nhiều cho các thiết kế máy bay nhưng cuối cùng nó đã không được sử dụng. Bản thiết kế giống đôi khi đã gây nhầm lẫn với mẫu Mikoyan-Gurevich I-211, một mẫu máy bay hoàn toàn không liên quan đến Mikoyan-Gurevich MiG-3.

## Thông số kỹ thuật (T)

### Thông số riêng
- Phi đoàn: 1 người
- Dài: 10.87 m (35 ft 8 in)
- Chiều dài cánh: 15.10 m (49 ft 6 in)
- Cao: 3.40 m (11 ft 2 in)
- Diện tích cánh: 38.9 m² (419 ft²)
- Trọng lượng rỗng: 5.446 kg (12.006 lb)
- Trọng lượng cất cánh: 7.605 kg (16.731 lb)
- Trọng lượng tối đa: 8.000 kg (17.600 lb)
- Động cơ: 2x Mikulin AM-37, công suất 1.045 kW (1.400 hp) mỗi động cơ

### Tính năng
- Vận tốc tối đa: 610 km/h (378 mph)
- Tầm hoạt động: 2.280 km (1.415 mi)
- Trần bay: 10.900 m (35.760 ft)
- Vận tốc lên cao: 15.2 m/s (2.980 ft/min)
- Lực nâng của cánh: 196 kg/m² (40 lb/ft²)
- Lực đẩy/khối lượng: 0.27 kW/kg (0.17 hp/lb)

### Vũ khí
- 1x 23 mm pháo VYa, 200-300 viên đạn
- 2x 12.7 mm súng máy BS, 300-600 viên đạn mỗi súng
- 4x 7.62 mm súng máy ShKAS, 1.000-1.500 viên đạn mỗi súng

## Nội dung liên quan

### Danh sách máy bay tiếp theo
MiG-1 - MiG-3 - MiG-5 (DIS) - MiG-7 - MiG-8 - MiG-9 (I-210)/MiG-9 (I-301)